# Día Mundial contra la Neumonía

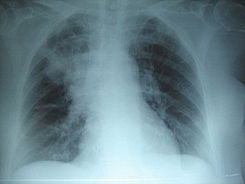

El Día Mundial de la Neumonía es una celebración anual que se lleva a cabo el 12 de noviembre desde 2009, fue establecido por la Coalición Global contra la Neumonía Infantil en ese mismo año.

## Proclamación
El Día Mundial de la Neumonía fue proclamado en 2009 por la Coalición Global contra la Neumonía Infantil, fundada en abril de ese mismo año por cuatro organizaciones clave: Save the Children, el Centro Internacional de Acceso a Vacunas (IVAC, por sus siglas en inglés) de la Escuela de Salud Pública Johns Hopkins Bloomberg, Hedge Funds vs. Malaria & Pneumonia, y la Alianza GAVI. Estas organizaciones se unieron para demostrar la capacidad de salvar millones de vidas jóvenes mediante la prevención y el tratamiento de la neumonía. La coalición, que comenzó con estas cuatro organizaciones, pero creció rápidamente hasta convertirse en una alianza diversa con casi 100 miembros, incluyendo agencias gubernamentales, instituciones internacionales, organizaciones líderes en salud infantil, instituciones académicas y otras organizaciones de la sociedad civil tanto en países donantes como en países en desarrollo. La iniciativa surgió con el objetivo de cambiar la manera en que el mundo respondía a la neumonía, una enfermedad a menudo llamada “el asesino olvidado de los niños”. La proclamación de este día tuvo como propósito generar una mayor conciencia global sobre esta crisis de salud pública y movilizar esfuerzos para prevenir y tratar eficazmente la neumonía, especialmente en los países con sistemas de salud más débiles.

## Celebración
El 12 de noviembre se celebra este día en todo el mundo. En 2019, la neumonía fue responsable de la muerte de 740 180 niños menores de cinco años. Esto a supuesto una mejora respecto a datos anteriores que se debe a intervenciones como la vacunación, la mejora de la nutrición y la atención a los factores ambientales que aumentan la susceptibilidad a la enfermedad.
Las actividades típicas incluyen campañas de concientización, seminarios médicos, vacunaciones masivas y la promoción de investigaciones para mejorar la prevención y el tratamiento de la neumonía. Además, se realizan esfuerzos continuos para mejorar la calidad y la equidad en los sistemas de salud, garantizando que quienes están en mayor riesgo reciban la atención necesaria.

## Temas
- 2009: Primera celebración,[2]
- 2010: Fight Pneumonia: Save a Child,[8] ('Lucha contra la neumonía: salva a un niño')
- 2011: I am the face of pneumonia,[9] ('Soy el rostro de la neumonía')
- 2012: UN and partners call for ending biggest killer of children,[10] ('La ONU y sus socios hacen un llamado para acabar con el mayor asesino de niños')
- 2013: Innovation,[11] ('Innovación')
- 2014: Universal Access to Pneumonia Prevention and Care,[12] ('Acceso universal a la prevención y el cuidado de la neumonía')
- 2015: Stronger than Ever, Six Years In,[13] ('Más fuertes que nunca, seis años después')
- 2016: Keep the promise. Stop pneumonia now,[14] ('Cumple la promesa. Detén la neumonía ahora')

- 2017: Stop Pneumonia: Invest in Child Health,[15] ('Detén la neumonía: Invierte en la salud infantil')
- 2018: Stop Pneumonia: 10 Years of Progress and the path forward,[16]  ('Detén la neumonía: 10 años de progreso y el camino a seguir')
- 2019: Celebrating a decade of action,[17] ('Celebrando una década de acción')
- 2020: Medical oxygen crisis,[18] ('Crisis de oxígeno médico')
- 2021: Climate change and pneumonia,[19]  ('Cambio climático y neumonía')
- 2022: Lifting community voices,[20] ('Elevando las voces de la comunidad')
- 2023: Marking Progress,[21]  ('Marcando el progreso')